# Sven Thorgren
Sven Magnus Rickard Thorgren (Estocolmo, 4 de octubre de 1994) es un deportista sueco que compite en snowboard, especialista en la prueba de slopestyle.
Consiguió ocho medallas en los X Games de Invierno. Participó en los Juegos Olímpicos de Sochi 2014, ocupando el cuarto lugar en el slopestyle.

## Medallero internacional
| \| X Games de Invierno \| X Games de Invierno \| X Games de Invierno \| X Games de Invierno \| \| Año \| Lugar \| Medalla \| Prueba \| \| ------------------- \| ---------------------- \| ------------------- \| ------------------- \| \| 2015 \| Aspen (Estados Unidos) \| Medalla de bronce \| Slopestyle \| \| 2017 \| Oslo (Noruega) \| Medalla de oro \| Slopestyle \| \| 2019 \| Aspen (Estados Unidos) \| Medalla de bronce \| Big air \| \| 2019 \| Bærum (Noruega) \| Medalla de plata \| Big air \| \| 2020 \| Aspen (Estados Unidos) \| Medalla de bronce \| Big air \| \| 2020 \| Aspen (Estados Unidos) \| Medalla de bronce \| Rail Jam \| \| 2021 \| Aspen (Estados Unidos) \| Medalla de plata \| Big air \| \| 2022 \| Aspen (Estados Unidos) \| Medalla de bronce \| Slopestyle \| |                        |                   |            |
| X Games de Invierno |                        |                   |            |
| Año | Lugar                  | Medalla           | Prueba     |
| 2015 | Aspen (Estados Unidos) | Medalla de bronce | Slopestyle |
| 2017 | Oslo (Noruega)         | Medalla de oro    | Slopestyle |
| 2019 | Aspen (Estados Unidos) | Medalla de bronce | Big air    |
| 2019 | Bærum (Noruega)        | Medalla de plata  | Big air    |
| 2020 | Aspen (Estados Unidos) | Medalla de bronce | Big air    |
| 2020 | Aspen (Estados Unidos) | Medalla de bronce | Rail Jam   |
| 2021 | Aspen (Estados Unidos) | Medalla de plata  | Big air    |
| 2022 | Aspen (Estados Unidos) | Medalla de bronce | Slopestyle |